# All Beauty Must Die
All Beauty Must Die — студийный альбом немецкой симфо-метал-группы Krypteria, выпущенный 22 апреля 2011 года лейблом Liberatio Music.

## Об альбоме
В течение нескольких недель до официального релиза на сайте группы появлялись песни с нового альбома, доступные для свободного скачивания, всего стало доступно 3 композиции. 27 марта на сайте был выложен видеоклип на песню «Live To Fight Another Day».
9 марта на официальном сайте появилось сообщение, что Krypteria впервые в своей истории записывала альбом с приглашёнными музыкантами. Была приглашена немецкая певица Доро, вокал которой звучит в песне «Victoria», а также был привлечён Тобиас Эксел, гитарист Edguy, который исполнил гитарное соло в «Higher».
В немецких чартах альбом достиг 24 позиции.

## Отзывы
Музыкальный журнал Sonic Seducer положительно отозвался о смеси в альбоме быстрых, ритмичных треков и медленных, «атмосферных». Хорошую оценку получили гитарные риффы. Metal Hammer дал положительную оценку динамике и качеству риффов, но раскритиковал контраст между ярким голосом Джиин Чо и глубоким звуком гитары. Рецензент Metal Storm сравнил альбом с работами Tristania и Sirenia и отметил, что All Beauty Must Die отнюдь не оригинален и не выделяется среди готических альбомов других групп.

## Список композиций
| №   | Название                                  | Длительность |
| --- | ----------------------------------------- | ------------ |
| 1.  | «Messiah»                                 | 3:49         |
| 2.  | «As I Slowly Bleed»                       | 4:23         |
| 3.  | «Fly Away With Me»                        | 3:41         |
| 4.  | «You Killed Me»                           | 3:11         |
| 5.  | «Live to Fight Another Day»               | 3:35         |
| 6.  | «Eyes of a Stranger»                      | 4:15         |
| 7.  | «Thanks for Nothing»                      | 4:08         |
| 8.  | «Turn the World Around»                   | 3:23         |
| 9.  | «Higher»                                  | 4:29         |
| 10. | «Victoria»                                | 2:58         |
| 11. | «(How Can Something So Good) Hurt So Bad» | 3:55         |
| 12. | «The Eye Collector»                       | 11:21        |

| №   | Название                          | Длительность |
| --- | --------------------------------- | ------------ |
| 13. | «Get the Hell Out of My Way 2011» | 4:36         |
| 14. | «Liberatio 2011»                  | 4:08         |
| 15. | «Come Hell or High Water»         | 3:24         |

## Участники записи

### Основной состав
- Джиин Чо — вокал
- Крис Симонс — гитара
- Фрэнк Штюмфолль — бас-гитара
- С. К. Кушнерус — ударные

### Приглашённые участники
- Тобиас Эксел — гитарное соло в «Higher»
- Доро — вокал в «Victoria»